# Rustam Abdullaev
Rustam Abdullaev, uzb. cyr. Рустам Абдуллаев, ros. Рустам Абдуллаев, Rustam Abdułłajew (ur. 1 stycznia 1971 w Kokandzie, Uzbecka SRR) – uzbecki piłkarz, grający na pozycji napastnika lub pomocnika, trener piłkarski.

## Kariera piłkarska

### Kariera klubowa
W 1989 rozpoczął karierę piłkarską w miejscowej drużynie Avtomobilchi Qo‘qon, który potem zmienił nazwę na Temiryo‘lchi. W 1993 występował w Neftchi Fergana, a w następnym sezonie przeszedł do MHSK Taszkent. W 1995 wyjechał do USA, gdzie bronił barw Perlis FA. W 1996 powrócił do MHSK Taszkent. W 1998 został zaproszony do Paxtakoru Taszkent, ale rozegrał tylko 2 mecze i wkrótce wrócił do rodzimego klubu z Temiryo‘lchi Qo‘qon. W 2000 został piłkarzem Nasafa Karszy, w którym zakończył karierę piłkarza.

### Kariera reprezentacyjna
W latach 1992–1995 rozegrał 12 meczów i strzelił 3 gole w narodowej reprezentacji Uzbekistanu.

## Kariera trenerska
Po zakończeniu kariery piłkarza rozpoczął pracę szkoleniowca. Najpierw pomagał trenować rodzimy klub FK Qo‘qon, który w międzyczasie zmienił nazwę, a w 2003 stał na czele klubu. W maju 2008 został mianowany na stanowisko głównego trenera Navbahoru Namangan. Potem dołączył do sztabu szkoleniowego Lokomotivu Taszkent, gdzie pomagał Vadimowi Abramovu trenować piłkarzy. 30 kwietnia 2014 ponownie stał na czele FK Qo‘qon 1912, którym kierował do 10 listopada 2015 roku 27 kwietnia 2016 został głównym trenerem Neftchi Fergana.

## Sukcesy i odznaczenia

### Sukcesy piłkarskie
Temiryo‘lchi Qo‘qon
- finalista Pucharu Uzbekistanu: 1992

Neftchi Fergana
- mistrz Uzbekistanu: 1993

MHSK Taszkent
- mistrz Uzbekistanu: 1997
- brązowy medalista Mistrzostw Uzbekistanu: 1996

Paxtakor Taszkent
- mistrz Uzbekistanu: 1998

Nasaf Karszy
- brązowy medalista Mistrzostw Uzbekistanu: 2000